# بهار (مقاطعة دليجان)
بهار (بالفارسية: بهار) هي قرية تقع في قسم جوشق الريفي (مقاطعة دليجان) في إيران. يقدر عدد سكانها بـ 144 نسمة بحسب إحصاء 2016.